# Lolita (1962)
Lolita ist eine britisch-amerikanische Romanverfilmung des Regisseurs Stanley Kubrick aus dem Jahr 1962. Es ist Kubricks erster in England produzierter Schwarzweißfilm und basiert auf dem 1955 erschienenen gleichnamigen Roman von Vladimir Nabokov, der wegen seiner Struktur und seines tabuisierten Leitthemas der sexuellen Obsession und Parthenophilie als schwer verfilmbar galt. Nachdem Nabokov ein quasi unverfilmbares Drehbuch von epischer Länge und mit nicht umsetzbaren Regieanweisungen abgeliefert hatte, bedankte sich Kubrick zwar artig, verfasste das Drehbuch jedoch letztendlich selbst. Kubrick kommentierte sein Werk so: „Wenn Lolita ein Misserfolg geworden ist, dann nur, weil das Erotische fehlt.“

## Handlung
Der distinguierte Literaturwissenschaftler Humbert Humbert sucht den offenbar stark alkoholisierten Lebemann Quilty in dessen Landhaus auf und erschießt ihn.
Vier Jahre zuvor: Der gebürtige Franzose Humbert will den Sommer in Ramsdale, New Hampshire, verbringen, bevor er seine neue Stelle in Beardsley, Ohio, antritt. Die Suche nach einem geeigneten Zimmer führt ihn in das Haus der Witwe Charlotte Haze. Bei der Besichtigung der Räumlichkeiten ist er zunächst skeptisch; als er dann aber im Garten die jugendliche Tochter Lolita beim Sonnenbaden erblickt, ist er von der nymphenhaften Erscheinung schlagartig verzaubert, sodass er sich für das Angebot entscheidet.
Charlotte ist auffällig um Humbert bemüht und will ihn verführen. Der Schriftsteller aber hat nur Augen für Lolita; er ist von ihr vollkommen fasziniert. Als ihm die Witwe einen Heiratsantrag macht, während Lolita in den Ferien weilt, willigt er nur deshalb ein, um Lolita nahe sein zu können.
Doch schon bald nach der Hochzeit spielt Humbert mit dem Gedanken, seine Frau zu erschießen. Als die neugierige Charlotte sein Studierzimmer durchsucht, findet sie sein Tagebuch, in dem er seine wahren Gefühle niedergeschrieben hat. Wütend rennt sie aus dem Haus auf die Straße, wo sie von einem Auto überfahren wird. Sie ist auf der Stelle tot.
Der erlöste Humbert holt Lolita vorzeitig aus ihrem Ferienlager ab. Den Tod der Mutter verschweigt er zunächst. In einem Hotelzimmer kommen sich Humbert und Lolita näher. In der Hotelbar trifft er auf einen Filmproduzenten, der sich ihm gegenüber als Polizist ausgibt und ihm eigenartige Fragen stellt. Humbert und Lolita ziehen nach Beardsley, wo er seine Professur ausübt und als Lolitas Stiefvater auftritt.
Aber sehr bald kommt es bei dem ungleichen Paar zu Konflikten. Humbert ist eifersüchtig und befürchtet, dass durch eine Unachtsamkeit Lolitas ihr Verhältnis bekannt werden könnte. Er überwacht jeden ihrer Schritte und verbietet ihr auch, sich mit Schulkameraden zu treffen. Er erhält Besuch von dem Mann, der sich ihm gegenüber als Polizist ausgegeben hat. Diesmal gibt er sich als Psychologe aus und Humbert lässt sich erneut täuschen. Auf seine Bitte hin verlassen sie Beardsley und beginnen eine scheinbar planlose Tour durch mehrere US-Bundesstaaten nach New Mexico. Humbert fällt auf, dass ihnen die ganze Zeit ein Wagen folgt. An einer Tankstelle unterhält sich Lolita mit dem Fahrer des Wagens. Kurz darauf wird sie krank und Humbert bringt sie in ein Krankenhaus. Doch als er sie wieder abholen will, ist sie bereits entlassen; es heißt, Lolita sei von ihrem Onkel abgeholt worden.
Humbert begibt sich auf eine glücklose Suche. Erst drei Jahre später erhält er einen Brief von ihr, in dem sie ihm schreibt “I’m married. I’m going to have a baby.” (deutsch: „Ich bin verheiratet. Ich erwarte ein Kind.“) und ihn um Geld bittet. Als er sie aufsucht, muss er feststellen, dass sie mit einem Mann namens Dick Schiller zusammenlebt. Lolita offenbart nun Humbert, dass sie niemals in ihn verliebt gewesen sei und bereits in Ramsdale eine Affäre mit Clare Quilty gehabt habe. Er sei es gewesen, der ihnen mit dem Wagen gefolgt sei und Humbert in verschiedenen Rollen (Polizist, Schulpsychologe) beunruhigt habe. Schließlich sei sie mit Quilty durchgebrannt, der sie dann aber habe zwingen wollen, in pornografischen Filmen mitzuspielen. Humbert bittet Lolita ein letztes Mal, mit ihm zu kommen und noch einmal ganz von vorne anzufangen; er erhält jedoch eine Abfuhr. Er übergibt ihr ein kleines Vermögen in Form von Bargeld und Schecks und fährt dann zu Quilty, um mit ihm abzurechnen.
In einem Epilog erfährt der Zuschauer abschließend, dass Humbert noch vor Beginn seines Mordprozesses an einer Koronarthrombose stirbt.

## Produktion

### Regie
Der Film wurde fast vollständig in England gedreht, da ein Großteil des Geldes für die Finanzierung des Films nicht nur dort aufgebracht, sondern auch dort ausgegeben werden musste. Außerdem lebte Kubrick zu dieser Zeit in England und litt unter einer extremen Flugangst.

### Drehbuch
Nach dem Erfolg des Romans zog Nabokov nach Hollywood und schrieb auf Kubricks Bitte 1960 ein Drehbuch für die Verfilmung. Der erste Entwurf war über 400 Seiten lang und nicht nutzbar. Kubrick und Harris überarbeiteten daraufhin das Drehbuch selbst und verwendeten nur die dramaturgischen Grundlinien und wenige Szenen von Nabokovs Skript, wobei sie sehr auf die Anforderungen der Zensurbehörden achteten. 1973 veröffentlichte Nabokov sein Drehbuch in gekürzter Fassung als Buch in Amerika.

## Rezeption
„Kubricks mit eigenständigen Akzenten versehene tragikomische Filmbearbeitung des Nabokovschen Romans besticht durch kluge Auswahl und Führung der Darsteller und den, in ihrer permanenten Doppeldeutigkeit, glänzend entwickelten Dialogen. Die geniale Kamera- und Regiearbeit versteht selbst die realistischsten Ausstattungs- und Einrichtungsgegenstände noch für die von schwarzem Humor bestimmte Illustration eines surrealen Albtraums zu nutzen.“

### Auszeichnungen und Ehrungen
Nominierungen
- 1962: Nominierung für den Goldenen Löwen der Internationalen Filmfestspiele von Venedig für Stanley Kubrick
- 1963: Nominierung für den Directors Guild of America Award für Stanley Kubrick, Beste Regie
- 1963: Oscar-Nominierung für Vladimir Nabokov, Bestes adaptiertes Drehbuch
- 1963: Golden-Globe-Nominierungen in den Kategorien Bester Darsteller (James Mason), Beste Darstellerin (Shelley Winters), Bester Nebendarsteller (Peter Sellers), Bester Regisseur (Stanley Kubrick)
- 1963: BAFTA-Award-Nominierung für James Mason als bester britischer Darsteller
- 2014: Saturn-Award-Nominierung für Lolita als Teil der DVD-Sammlung Stanley Kubrick: The Masterpiece Collection

#### Auszeichnungen
- 1963: Golden-Globe in der Kategorie Beste Nachwuchsdarstellerin für Sue Lyon
- 2011: Saturn Award für Lolita als Teil der DVD-Sammlung Stanley Kubrick: The Essential Collection

## Synchronisation
Die deutsche Synchronfassung entstand 1962 durch die Berliner Synchron GmbH unter der Regie von Hans F. Wilhelm.
| Rolle                            | Darsteller      | Synchronsprecher       |
| -------------------------------- | --------------- | ---------------------- |
| Prof. Humbert Humbert / Erzähler | James Mason     | Friedrich Schoenfelder |
| Charlotte Haze/Humbert           | Shelley Winters | Gisela Trowe           |
| Dolores „Lolita“ Haze            | Sue Lyon        | Marianne Lutz          |
| Clare Quilty                     | Peter Sellers   | Georg Thomalla         |
| Vivian Darkbloom                 | Marianne Stone  | Ilse Kiewiet           |
| George Swine                     | Bill Greene     | Jochen Schröder        |
| John Farlow                      | Jerry Stovin    | Lothar Blumhagen       |
| Bill Crest                       | Roland Brand    | Edgar Ott              |

## Neuverfilmung
1997 erschien die zweite Verfilmung des Nabokov-Romans unter der Regie von Adrian Lyne mit Melanie Griffith, Jeremy Irons und Dominique Swain.

## Abweichungen vom Buch
Stanley Kubricks Film weicht stark von Nabokovs Buchvorlage ab. Im Roman entführt der 37-jährige Ich-Erzähler Humbert Humbert die 12-jährige Dolores Haze und missbraucht sie auf einer zweijährigen Fahrt durch die USA mehrfach, bevor Dolores ihm entkommt. Kubricks Verfilmung hingegen zeigt nicht die Geschichte eines Falls von pädophilem Missbrauch, sondern die Liebesgeschichte zwischen einem jungen Mädchen, das einen etwa dreimal so alten Mann verführt.

### Vorwort, Perspektive und Einordnung
Im Gegensatz zum Film beginnt Nabokovs Roman  mit einem Vorwort des fiktiven Dr. phil. John Ray jun., der den weiteren Roman in einen moralischen Kontext einrahmt:
"Lolita sollte für uns alle - Eltern, Sozialarbeiter, Erzieher - Anlaß sein, uns mit noch größerer Wachsamkeit und Hellsicht der Aufgabe zu widmen, eine gesündere Generation in einer weniger unsicheren Welt großzuziehen."
Durch das Vorwort wird klar, dass es sich bei dem vorliegenden „Bericht“ um das Werk des im Gefängnis verstorbenen „Humbert Humbert“ handelt, der seine subjektive Sicht auf die Ereignisse schildert. Bereits auf der ersten Seite seines "Berichts" adressiert Humbert die Geschworenen in seinem Gerichtsprozess; die Leser wissen also von Beginn an, dass sie den Bericht eines Angeklagten vor sich haben, der von seiner Unschuld überzeugen will. Die Darstellung der Ereignisse im Film hingegen erlaubt wenig Zweifel daran, dass sich die Gegebenheiten zugetragen haben wie es gezeigt wird.

### Alter, Name, Gefühle und Schicksal von Lolita
Das Alter von Lolita wurde im Film von 12 Jahren auf 14 angehoben, um die MPAA-Kriterien zu erfüllen. Sue Lyon  wurde unter anderem wegen ihres älteren Aussehens für die Titelrolle ausgewählt.
Der Name "Lolita" wird im Roman nur von Humbert Humbert verwendet, während sie im Film von mehreren Figuren mit diesem Namen angesprochen wird. Im Buch wird sie von den anderen Figuren einfach als "Lo" oder "Lola" oder "Dolly" bezeichnet.
Während es in Nabokovs Roman vereinzelte Momente gibt, in denen Humberts Wahrnehmung der Situation durchbrochen wird und die Leser Einblicke in Lolitas persönliches Elend erhalten, gibt der Film kaum Raum für die Gefühle von Lolita. Im Buch gibt es wiederholt Szenen, in denen Lolita weint, z. B. nachdem sie vom Tod ihrer Mutter erfahren hat oder Humbert sie vergewaltigt hat; emotionale Szenen dieser Art werden im Film fast komplett ausgelassen.

### Humbert Humbert
Im Gegensatz zum Film ist Professor Humbert in Nabokovs Roman deutlicher als unsympathischer Mann dargestellt, der sich bewusst ist, psychische Probleme zu haben. Seine zwei psychischen Zusammenbrüche, die zu Sanatoriumsaufenthalten führten, bevor er Lolita begegnete, werden im Film ausgelassen. Auch seine erfolglosen Beziehungen zu gleichaltrigen Frauen spielen im Film keine Rolle und seine lebenslangen Komplexe in Bezug auf junge Mädchen werden im Film weitgehend verschwiegen. Im Roman wird Humbert schon in Nabokovs Vorwort als geistig unzurechnungsfähig und mit einer Obsession auf vorpubertäre Mädchen dargestellt.

## Kontroversen
Sue Lyon war 14 Jahre alt, als sie in Kubricks Verfilmung von Lolita mitspielte und äußerte sich im Kontext der geplanten Neuverfilmung von 1996 kritisch über den Einfluss, den ihre Rolle in der Verfilmung von 1962 auf ihr Leben hatte:
"Meine Zerstörung als Mensch geht auf diesen Film zurück. Lolita setzte mich Versuchungen aus, denen kein Mädchen in diesem Alter ausgesetzt sein sollte. Ich bezweifle, dass ein hübsches Mädchen, das mit 14 Jahren in der Rolle einer Sex-Nymphe zum Star aufsteigt, danach auf dem rechten Weg bleibt."
Lyon geht nicht genauer auf die "Versuchungen" ein, wahrscheinlich bezog sie sich darauf, das sie als Kinderstar von den Produzenten des Films und der Öffentlichkeit sexualisiert wurde und sie den Eindruck hatte, dass die Öffentlichkeit sie nicht von der jugendlichen Verführerin, die sie spielte, trennen konnte.

Bereits 1962 spektulierte die Presse über ein mögliches Verhältnis zwischen Sue Lyon und Produzenten James B. Harris und die Washington Post schrieb:
"Sue Lyon hat ihren Produzenten, James B. Harris, umgehauen. Laut ihrem Studio ist sie 16 Jahre alt, und er ist ein alter Mann von 33 Jahren. Sie bevorzugt die Gesellschaft reifer Männer, und James könnte genau ihr Ding sein."
In einem Interview mit der Journalistin Sarah Weinman im Jahr 2020 behauptete Lyons Jugendfreundin Michelle Phillips, dass Harris schon während der Dreharbeiten eine sexuelle Beziehung mit der damals 14-jährigen Lyon hatte. Harris hat sich geweigert, die Anschuldigungen zu kommentieren oder zu dementieren.